# Kalek
Kalek – przysiółek w Polsce położona na Pojezierzu Leszczyńskim, w województwie wielkopolskim, w powiecie leszczyńskim, w gminie Wijewo. Miejscowość wchodzi w skład sołectwa Wijewo.
W latach 1975–1998 miejscowość administracyjnie należała do województwa leszczyńskiego.
Od roku 2002 miejscowość stanowi integralną część wsi Wijewo.